# Kate Mosse
Kate Mosse (CBE; n. 20 octombrie 1961, Chichester, Anglia, Regatul Unit) este o scriitoare și prezentatoare de televiziune britanică. Nu trebuie confundat cu fotomodelul britanic Kate Moss.

## Biografie
Kate Mosse prezintă o emisiune de carte pentru canalul cultural al BBC. În 1996 a fost unul dintre fondatorii premiului Orange Prize for Fiction, care a fost de atunci acordat autorilor anual. De asemenea, scrie povești scurte, articole din ziare și non-ficțiune.
În 1996, Kate Mosse a publicat primul ei roman, Eskimo Kissing, despre o tânără femeie adoptată în căutarea descendenței sale. 1998 a urmat Călătoria în timp - thriller Crucifix Lane. În 2005, a deținut un succes internațional cu Labyrinth, o poveste de detectivi arheologici care are loc în Evul Mediu și în prezent. În 2012 a fost implicată ca scenarist în adaptarea filmului The Lost Labyrinth.
Kate Mosse locuiește împreună cu soțul și cei doi copii in West Sussex și Carcassonne.

## Distincții și premii
- 2013: Comandant al Ordinului Imperiului Britanic (CBE).

## Opere
- Eskimo kissing Hodder & Stoughton, Londra 1996, ISBN 0-340-64950-X.
- Crucific Lane . Hodder & Stoughton, Londra 1998, ISBN 0-340-69291-X.
- The Mistietoe Bride & Other Haunting Tales. Orion, 2013, ISBN 978-1-409-14804-3. Povestiri

Trilogia Languedoc.

## Traduceri în limba română
- Labirintul. Editura RAO, 2008, traducător Monica Șerban. ISBN 978-973-103-210-8
- Sepulcrul. 2008 ISBN 978-973-103-828-5

## Legături externe
- Weblog-ul autorului și pagina principală (engleză) Arhivat în 1 decembrie 1999, la Wayback Machine.
- de Kate Mosse în Catalogul Bibliotecii Naționale a Germaniei (Informații despre Kate Mosse • PICA • Căutare pe site-ul Apper)